# Tanzwerder
Der Tanzwerder ist eine Flussinsel bzw. ein Werder am Rande der Innenstadt von Hann. Münden in Südniedersachsen, die seit 1897 durch einen Schleusenkanal zweigeteilt ist.

## Geographische Lage
Der Tanzwerder liegt im Naturpark Münden westlich der Altstadt von Hann. Münden. An der Spitze des Werders steht der Weserstein, wo sich auf 116,5 m ü. NHN der Zusammenfluss von Fulda und Werra zur Weser befindet. Der Tanzwerder liegt in der Talaue dieser Flüsse. Ursprünglich war dies eine Sumpflandschaft, in der sich durch Flussanschwemmungen erhöhte Stellen, wie der Tanzwerder, der Doktorwerder, der Blümer Werder und der Eselwerder, gebildet haben. Seine Zweiteilung entstand durch den Bau der im Nebenarm des Flusses befindlichen Fuldaschleuse. Er besteht fuldaabwärts betrachtet aus dem Oberen Tanzwerder und dem Unteren Tanzwerder. Das Südende des oberen ist vom Nordende des unteren Inselteils etwa 770 m entfernt; beide Teile sind zusammen rund 7,8 ha groß.
Der Tanzwerder ist über zwei Brücken über den Mühlenarm der Fulda erreichbar. Im Süden steht die (neue) Löwenbrücke, eine 30 m lange Straßen- und Fußgängerbrücke, die seit dem Frühjahr 2015 errichtet und am 1. Oktober 2015 für den Verkehr freigegeben wurde. Sie ist Ersatz für den rund 40 Jahre alten, schmaleren und etwa 20 m südwestlich davon befindlichen Vorgängerbau (alte) Löwenbrücke, der 2016 abgerissen wurde. Hinüber führt das westnordwestliche Endstück der aus der Altstadt kommenden Tanzwerderstraße, die nach Kreuzen der Straße Kasseler Schlagd die jenseits der Brücke auf dem Inselteil verlaufende Straße Tanzwerder erreicht. Parallel zu dieser Stichstraße mit Endschleife ist auf dem Inselgelände als Spazierweg der Gustav-Blume-Weg angelegt. Rund 150 m nordöstlich der Löwenbrücke führt vom Übergangsbereich der Kasseler Schlagd zur Straße Bremer Schlagd die Mühlenbrücke zum Unteren Tanzwerder. Sie liegt westlich der Mühlenstraße und ist eine 76 m lange Fußgängerbrücke, die den Eselwerder als rund 0,2 ha große Flussinsel des Mühlenarms überquert.
Außerdem führt zum Unteren Tanzwerder vom westlich liegenden Stadtteil Altmünden die Hängebrücke Hann. Münden als schmale und etwa 72 m lange Fußgängerbrücke über den Hauptarm der Fulda. Über diese Brücke verläuft der Märchenlandweg nahe dem auf dem Inselteil gelegenen Ende seiner Hauptweg-Etappe 4 und dortigem Beginn seiner Hauptweg-Etappe 5. Am Weserstein endet mit dem Abschnitt Schloss Berlepsch – Hann. Münden die Etappe 17 des Werra-Burgen-Steigs.

## Geschichte

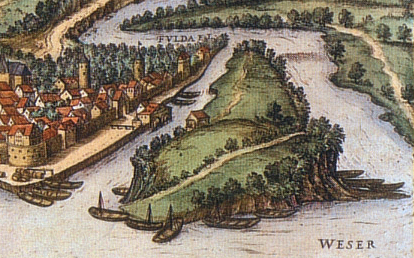
Darstellung des noch ungeteilten Tanzwerders auf einem Kupferstich von Frans Hogenberg (1584; Ausschnitt)

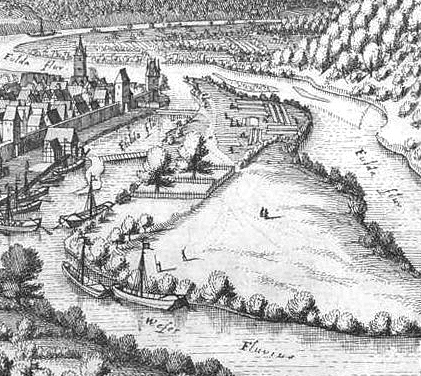
Darstellung des Tanzwerders durch Merian um 1654 (Ausschnitt)

Der Tanzwerder diente den Mündener Bürgern seit altersher als Veranstaltungsort. Aus dem Jahr 1411 ist überliefert, dass an Pfingsten auf dem Werder das Vogelschießen stattfand. Auf der frühesten bildlichen Darstellung des Tanzwerders von 1585 ist die Werdermühle abgebildet, die als Wassermühle an einem Flussarm der Fulda stand. Sie befand sich direkt gegenüber der stadtseitig gelegenen Graumühle. Noch um 1730 gab es auf der Flussinsel die Flurbezeichnung Kreis, was auf ein früheres Labyrinth in der Art einer Trojaburg hinweist, in der die Vertreibung des Winters begangen wurde. Weitere Nutzungen im Laufe der Zeit waren Festplatz bei Volksfesten, Zirkusveranstaltungen und Heimatfesten (1897 und 1909), Aufmarschplatz bei politischen Kundgebungen, Hunderennplatz der Forstakademie und Fußballplatz sowie Open-Air-Musikveranstaltungen. Der Tanzwerder diente auch als Rasenbleiche und Exzerzierplatz der Garnison im 19. Jahrhundert. Die Personenschifffahrt am Schiffsanleger des Werders begann 1876.

## Oberer Tanzwerder
Der Obere Tanzwerder ist der südsüdwestliche und kleinere der beiden Inselteile; er ist etwa 500 m lang, maximal rund 110 m breit und 3,4 ha groß. Der Insel süd- bis südwestlich vorgelagert sind unterhalb vom oberen Fuldawehr im Hauptarm der Fulda zwei kleine Flussinseln. Auf dem Inselteil gibt es einen Campingplatz, und im Norden liegt am Inselwestufer im Hauptarm ein Bootsanleger. Den Oberen und Unteren Tanzwerder verbindet eine schmale Fahrweg- und Fußgängerbrücke im Bereich des Campingplatzes am oberen Ende der Fuldaschleuse.
Über den Südteil des Oberen Tanzwerders sowie über dortige Bereiche des Haupt- und Nebenarms der Fulda führt die 192,8 m lange Pionierbrücke mit der Bundesstraße 496. Die vorherige Brücke von 1946 wurde von 1990 bis 1993 durch einen Neubau ausgetauscht. Über diese Brücke führt nahe dem Ende seiner Nebenweg-Etappe 31 der Märchenlandweg. Von der Brücke gibt es keine direkte Straßen- und Fußweganbindung zur Flussinsel.

## Unterer Tanzwerder
Der Untere Tanzwerder ist der nordöstliche und größere der beiden Inselteile; er ist auch etwa 500 m lang, maximal aber rund 150 m breit und knapp 4,4 ha groß. Er hat ein parkähnliches Gelände, an dessen als Weserspitze bezeichneten Nordende der Weserstein steht. Östliche Nachbarinsel ist der jenseits der Kleinen Weser und nördlich der Altstadt liegende Doktorwerder. Die etwa 200 m lange Kleine Weser entsteht unmittelbar nordwestlich der Altstadt durch den Zusammenfluss des Fulda-Mühlenarms und des Werra-Nebenarms. Sie endet kurz vor dem Weserursprung zwischen dem Nordende des Unteren Tanzwerders und dem Nordwestende des Doktorwerders.
Auf dem Unteren Tanzwerder befinden sich einzelne Wohn- und Gastronomiegebäude, eine Fahrradstation, ein großer Parkplatz mit Wohnmobilstellplatz und ein Interkultureller Garten mit Pflanzen, die im Koran und in der Bibel erwähnt sind. Außerdem ist der Fischlehrpfad Fulda-Werra-Weser mit 14 Stationen vorhanden, an denen heimische Fische, die in den drei anliegenden Flüssen leben, abgebildet und erklärt sind. Der Inselteil dient seit jeher als Veranstaltungsort und als Festplatz bei Volksfesten.
Nahe dem Inselnordende liegt am Inselwestufer im Hauptarm der Fulda ein Schiffsanleger, an dem Ausflugsschiffe von Fulda und Weser anlegen.
Etwa 400 m nordwestlich des Unteren Tanzwerders steht weserabwärts die von der Nordspitze der Flussinsel sichtbare Weserbrücke. Hinüber verlaufen zwischen Altmünden und Gimte die Bundesstraßen 3 und 80.

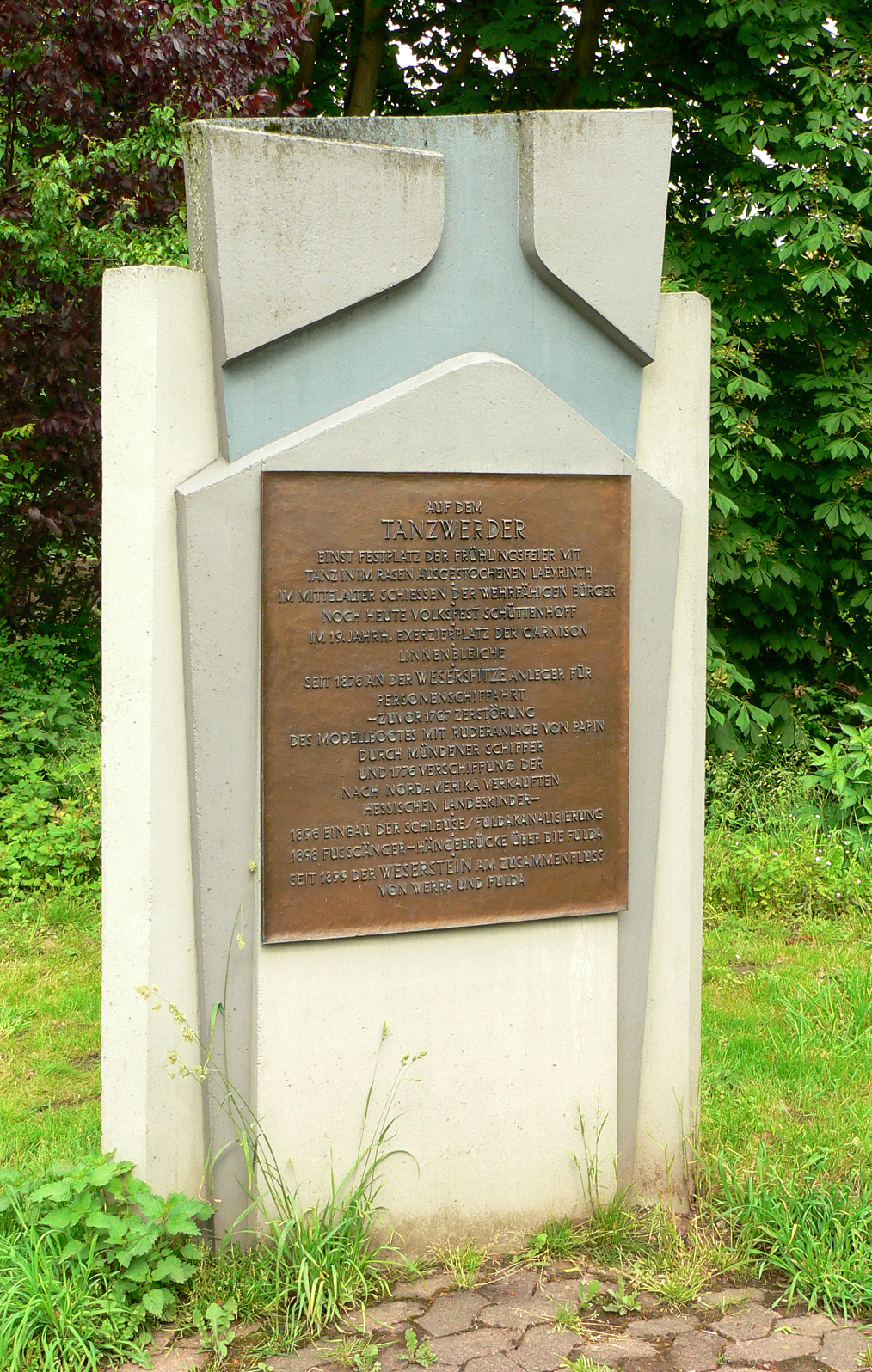
Gedenkstein auf dem Unteren Tanzwerder zur Geschichte der Flussinsel
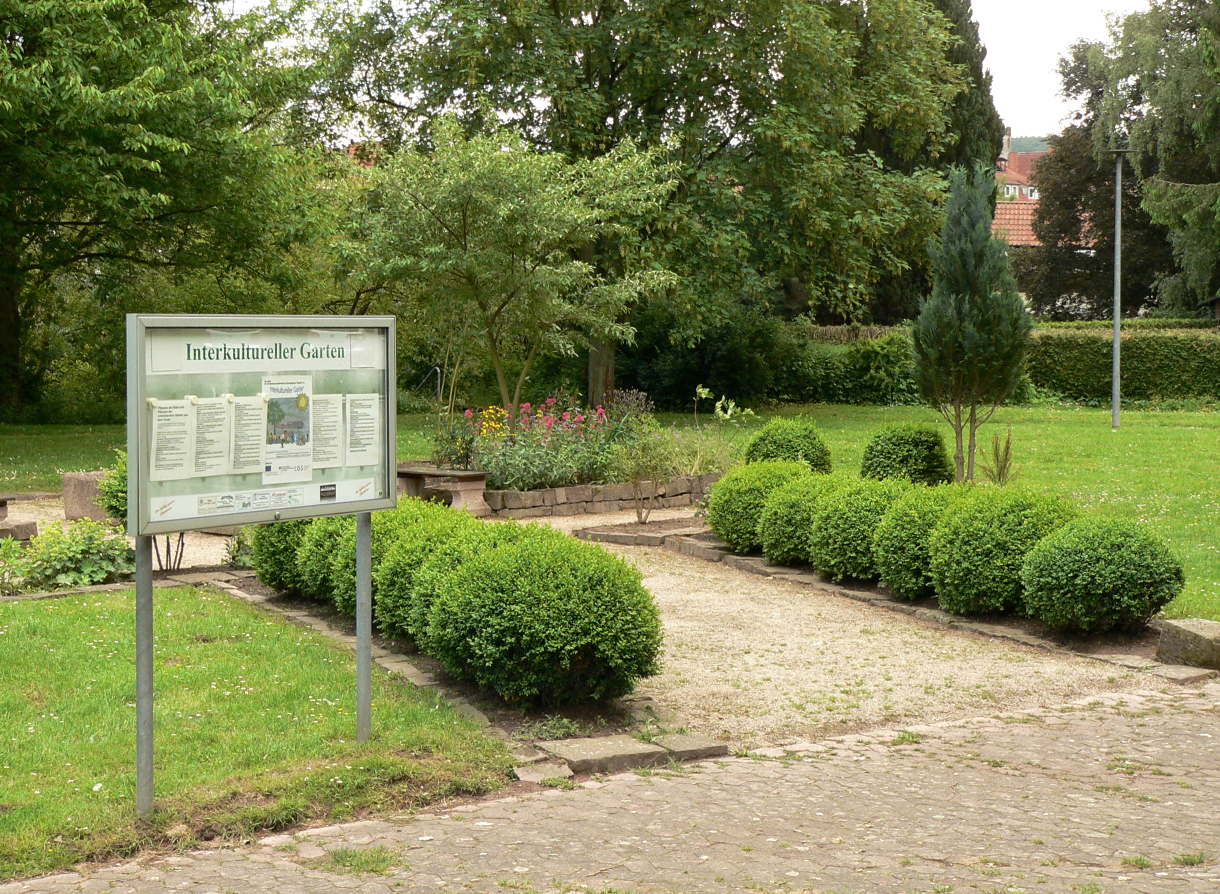
Interkultureller Garten auf dem Unteren Tanzwerder
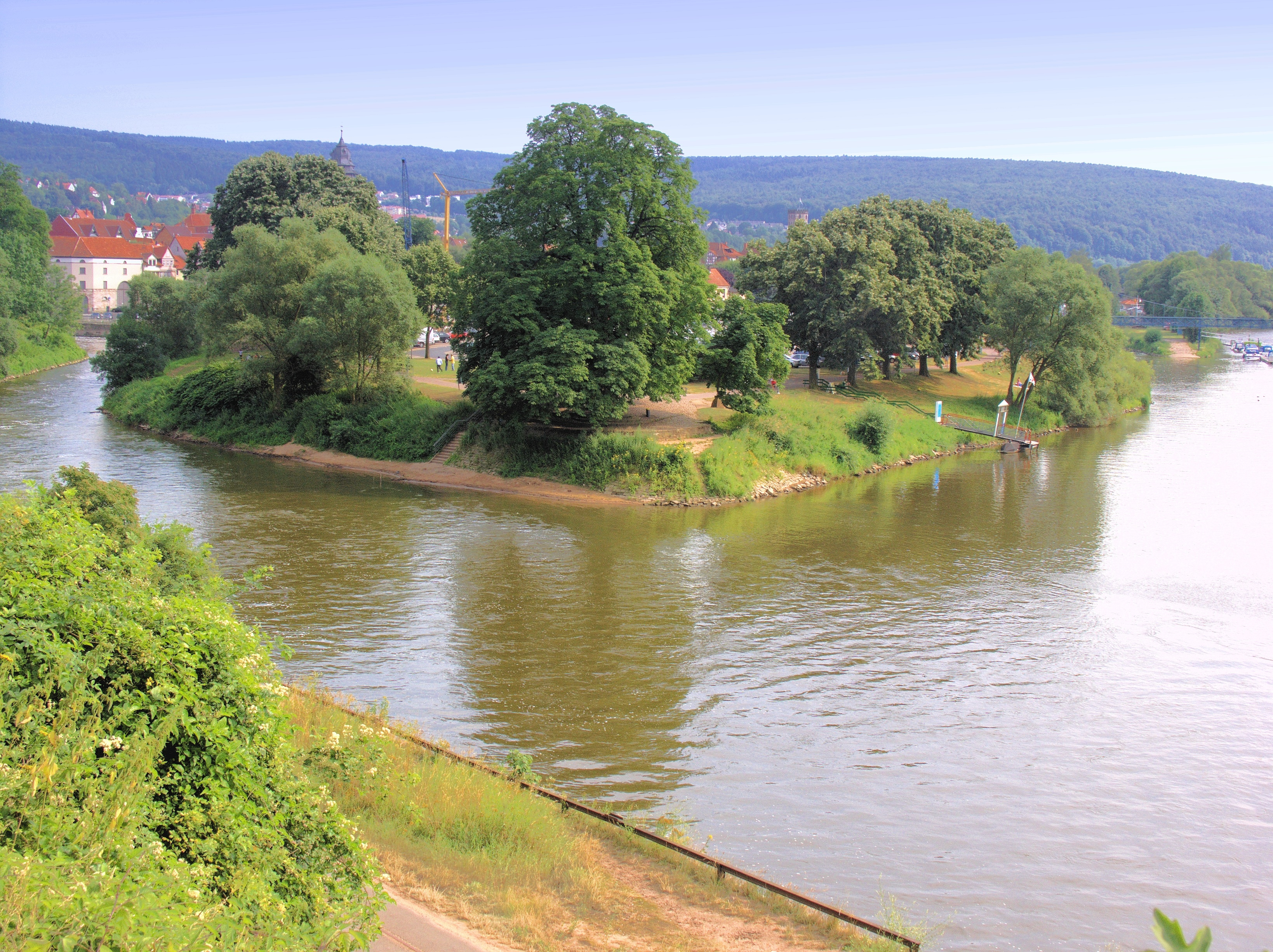
Blick vom Questenberghang über den Weserursprung zum Unteren Tanzwerder; im Hintergrund der Kaufunger Wald
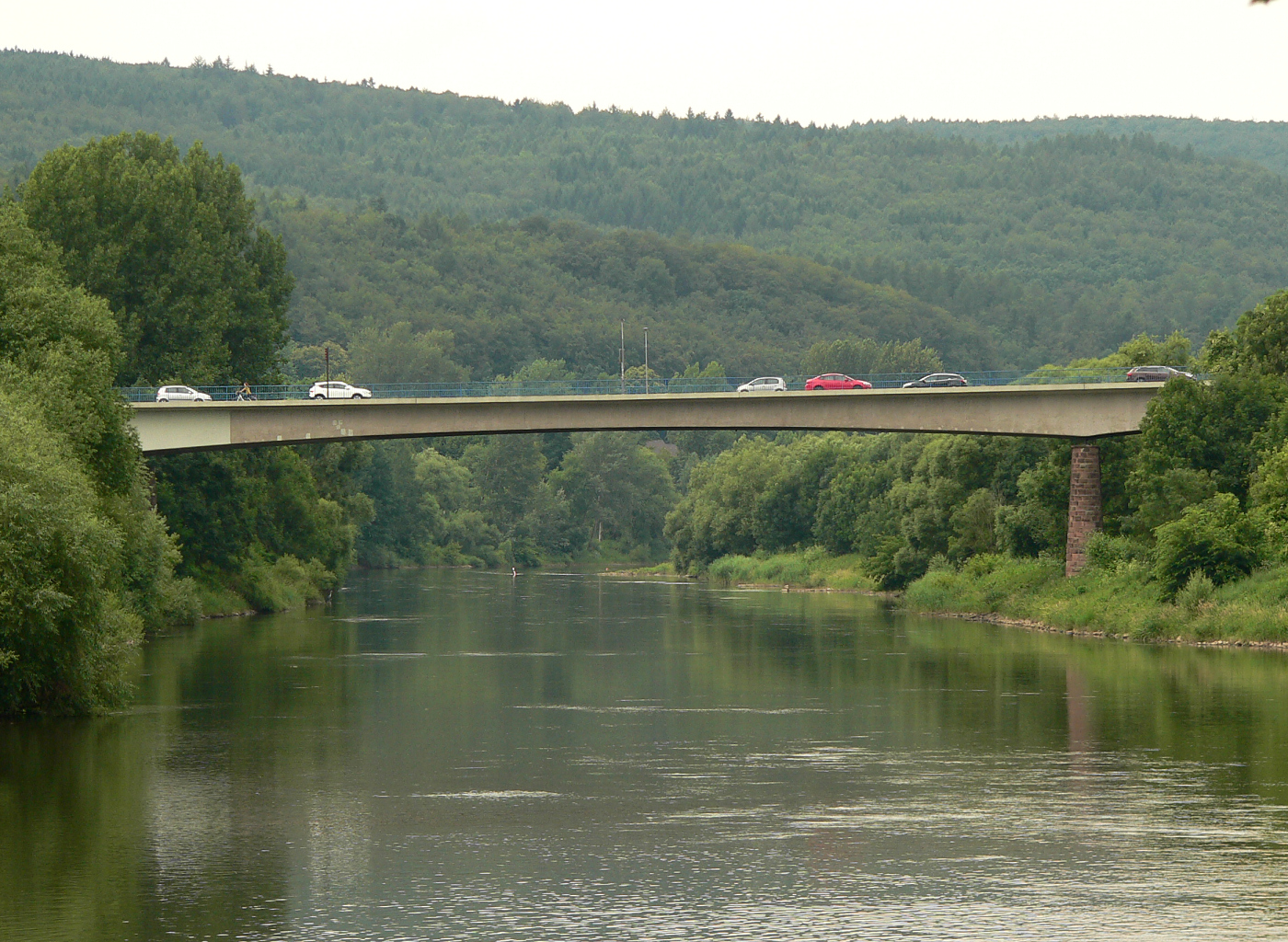
Blick vom Tanzwerder weserabwärts vom Weserstein auf dem Unteren Tanzwerder zur Weserbrücke; dahinter der Reinhardswald
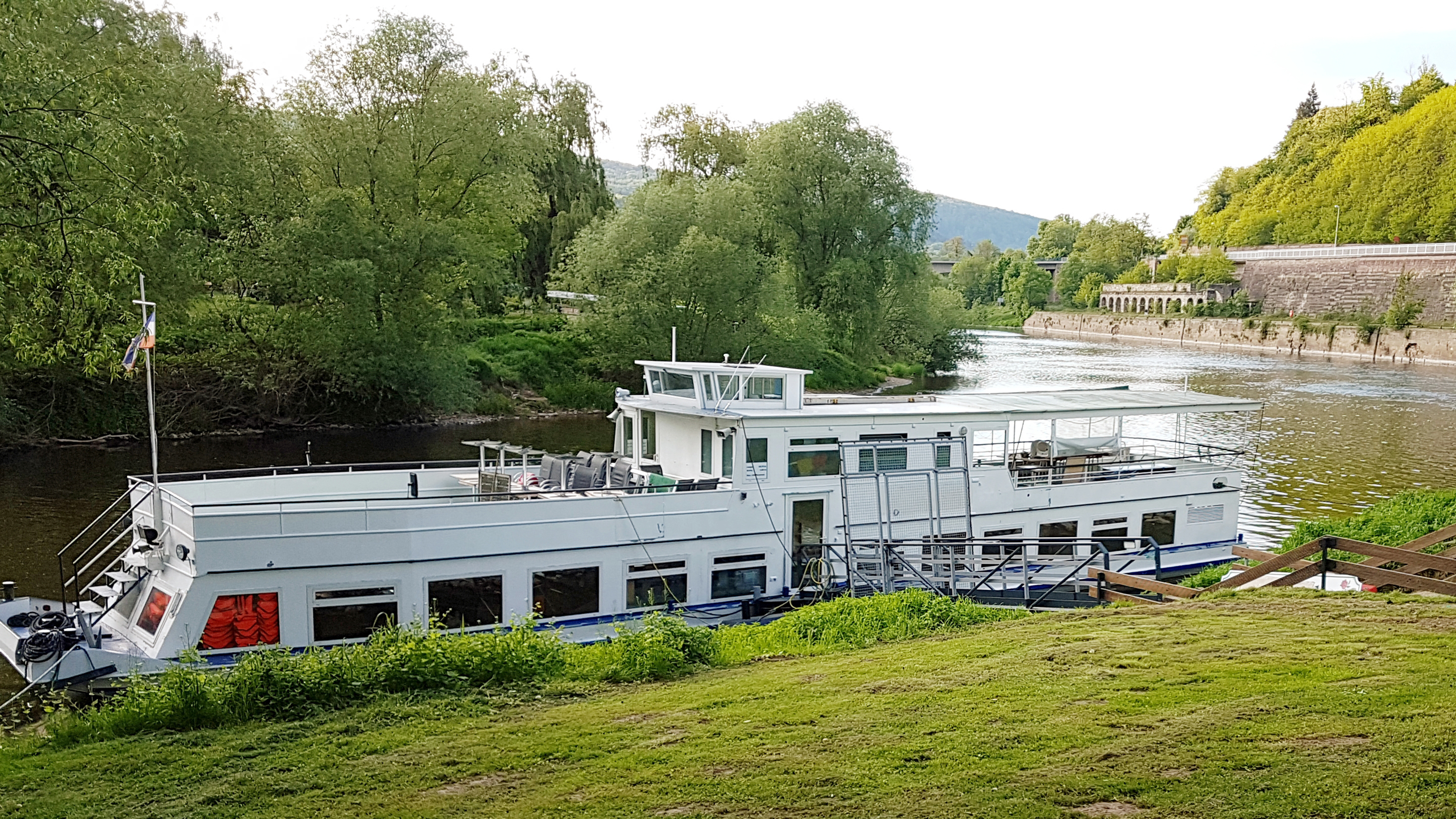
Fahrgastschiff Weserstein am Schiffsanleger des Unteren Tanzwerders